# Marina Logares Jiménez
Marina Logares Jiménez (Madri, 1976) é Doutora em Matemática, ativista pela inclusividade da comunidade LGBTQ na ciência e docente no Departamento de Álgebra, Geometria e Topologia da Universidade Complutense de Madri.

## Formação e carreira acadêmica
Marina Logares obteu seu doutorado em Matemática pela Universidade Autónoma de Madri em 2006, com a dissertação Parabolic U(p,q)-Higgs bundles, orientada por Oscar Garcia-Prada e Vicente Muñoz.
Desde então, Logares tem trabalhado como investigadora e docente de matemática em centros como o Max Plank Institut für Mathematik em Bonn (Alemanha), o Centro de Matemática da Universidade do Porto (Portugal), o Instituto de Ciências Matemáticas (ICMAT), a Universidade Autónoma de Madri (Espanha), a Universidade de Oxford (Inglaterra) e a Universidade de Plymouth (Inglaterra). Além disso, foi chefe anexa do comité de investigação da Escola de Computação, Eletrônica e Matemática (SOCEM), bem como representante de Early Career Researchers no comitê de investigação do SOCEM. Atualmente, é docente no Departamento de Álgebra, Geometria e Topologia da Universidade Complutense de Madri.
Colabora com pesquisas nos âmbitos das Matemáticas e da Física tanto na Europa, com a Universidade de Edinburgo (Inglaterra ou UK), como fora dela, com o Instituto Tata de Investigação Fundamental em Mumbai (Índia). Ela faz parte do projeto indo-europeu fundado pelo programa IRSES Marie Curie com representantes do ICMAT e das Universidades de Aarhus, Oxford e Pierre e Marie Curie (Paris) e do Instituto de Investigação TIFR (Mumbai), CMI (Chennai), IISc (Bangalore). Jiménez faz parte da Sociedade Matemática de Londres, do grupo de matemática pura do Centro de Ciências Matemáticas, da Universidade de Plymouth,  bem como do grupo de Big Data desta mesma universidade.
Suas áreas de interesse compreendem a geometria algébrica, geometria complexa e a física matemática. Em particular, estuda a geometria e a topologia dos espaços de módulos que surgem na física matemática, trabalhando no espaço de módulos de fibrados de Higgs, um conjunto de equações ligado com a teoria de cordas.

## Ativismo
Logares destaca-se por seu compromisso social, especialmente por seu papel na luta pelos direitos do coletivo LGTBQ e por sua inclusividade na ciência. Neste sentido, na Universidade de Plymouth foi codiretora do grupo LGTB, dedicado a evitar que ninguém no campus sofra discriminação por sua orientação sexual. Assim, também defende a necessidade de se ter mulheres e lésbicas matemáticas como referência na ciência.
Em 2019, foi eleita uma das 50 pessoas LGTB mais influentes na Espanha pelo jornal O Mundo. Em 2020, foi a palestrante principal no LGTB STEMinar em Birmingham, Inglaterra. Em 2022, também foi incluída na lista das 100 pessoas LGTB mais influentes na Espanha pelo mesmo jornal O Mundo.

## Vida pessoal
Logares é faixa preta em Taekwondo e faixa preta em Hapkido. Ela também já foi árbitra em competições de combate e bateria.

## Artigos selecionados
Algumas de suas publicações são:

### Livro
- 2018: Las matemáticas y otras revoluciones.[21]

### Artigos
- 2019: Moduli Spaces of Framed G–Higgs Bundles and Symplectic Geometry.[22]
- 2019: On Higgs Bundles on Nodal Curves.[23]
- 2017: A lax monoidal Topological Quantum Field Theory for representation varieties.[24]
- 2014: Bohr--Sommerfeld Lagrangians of moduli spaces of Higgs bundles.[25]
- 2011: Hodge-Deligne polynomials of SL(2,C)-character varieties for curves of small genus.[26]
- 2009: A Torelli theorem for the moduli space of parabolic Higgs bundles.[27]